# Jerónimo José Podestá
Jerónimo José Podestá (* 8. August 1920 in Ramos Mejía; † 23. Juni 2000) war katholischer Bischof von Avellaneda in Argentinien. Wegen seiner Befürwortung der Priesterehe und Frauenordination sowie seiner regimekritischen Haltung wurde Podestá von allen kirchlichen Ämtern suspendiert.

## Leben
Jerónimo Podestá wurde am 15. September 1946 zum Priester geweiht.
Nach der Ernennung zum Bischof von Avellaneda am 25. September 1962 empfing er am 22. Dezember 1962 durch den Erzbischof von La Plata, Antonio José Plaza, die Bischofsweihe. Mitkonsekratoren waren der Bischof von San Rafael, Raúl Francisco Primatesta, und Weihbischof Ernesto Segura aus Buenos Aires.
Podestá nahm an der zweiten, dritten und vierten Sitzungsperiode des Zweiten Vatikanischen Konzils als Konzilsvater teil.
Wegen Podestás politischer Arbeit drängte der Diktator Juan Carlos Onganía den Vatikan zur Absetzung des Bischofs. Am 2. Dezember 1967 resignierte Podestá als Bischof von Avellaneda und wurde zum Titularbischof von Horrea Aninici ernannt, bis er 1971 die Kirche verließ. Podestá war gegen den Zölibat und für die Frauenordination und heiratete nach seiner Suspendierung seine Sekretärin Clelia Luro.
Podestá war Mitglied der Christlichen Friedenskonferenz und wurde in der IV. Allchristlichen Friedensversammlung 1971 in den Ausschuss zur Fortsetzung der Arbeit gewählt.
Rómulo Braschi führt seine – laut Notariatsakt – am 30. Januar 1999 durchgeführte „sub conditione“-Bischofsweihe auf Podestá zurück. Auf Podestá führen auch die „Bischöfinnen“ Christine Mayr-Lumetzberger und Gisela Forster ihre apostolische Sukzession zurück.